# Devín
Devín (madžarsko Dévény, nemško Theben) je slovaški kraj, ki šteje nekaj manj kot 1000 prebivalcev in je od leta 1946 severno predmestje Bratislave.

## Izvor imena
Glede izvora imena kraja in gradu ni enotnega mnenja. Po eni izmed teorij naj bi ime izviralo iz nekega srednjeveškega sporočila iz leta 864 Dowina, id est puella (Dowina, to je dekla). Po drugi teoriji naj bi na tem mestu stalo svetišče slovanske boginje Deve, po tretji teoriji pa naj bi ime izviralo iz slovaškega glagola dívať sa (razgledati se).

## Kraj
Kraj je leta 1568 od madžarskega kralja prejel mestne pravice. V 16. stoletju so vanj naselili precejšnje število Hrvatov. 20. oktobra 1938 je bil v skladu z münchenskim sporazumom priključen Tretjemu rajhu, aprila 1945 pa je ponovno postal del Češkoslovaške. Kraj večkrat poplavi Donava.

## Grad
Devínski grad ima danes za Slovake velik simbolni pomen, saj v ostankih vidijo korenine slovanskih narodov, ki izhajajo iz Velikomoravske.
513 m visoka vzpetina, ki se vzdiguje nad izlivom Morave v Donavo, na mestu, kjer se Donava skozi »Madžarska vrata« (lat. Porta Hungarica, danes Devínska vrata) prebije v Panonsko nižino, je imela strateški pomen že v času pred začetkom našega štetja. Med 1. in 5. stoletjem našega štetja je na pečini stala mejna postojanka Rimskega imperija. Leta 864 je grad pod imenom Dowina prvič omenjen v neki listini iz Fulde. Takrat je to kot pomembna velikomoravska trdnjava bil obzidan knežji grad s cerkvijo in pokopališčem. Poznejše arheološke raziskave so namignile, da bi devínski grad pravzaprav lahko bil identičen gradu Wogastisburg ali da bi lahko bil središče Samove plemenske zveze, vendar najnovejša dognanja tega ne potrjujejo, kajti manjkajo ravno izkopanine iz 7. stoletja, medtem ko so ponovno prisotne tiste iz 8. stoletja. 
Ko je današnja Slovaška po koncu Velikomoravske postala del Madžarske je grad, ki je vzdržal vse turške vpade, pripadal različnim madžarskim plemiškim rodbinam, dokler ga niso leta 1809 porušile Napoleonove čete. 24. aprila 1836 so se Ľudovít Štúr in njegovi somišljeniki povzpeli do grajskih razvalin, od takrat je romanje do gradu postalo tradicionalno, sam grad pa del slovaškega narodnega mita.
18. julija 1896 je bil na pečini postavljen 33 m visok Árpádov steber, ki je simboliziral tisočletnico Madžarske. Ob tej priložnosti so vzpetino poimenovali Árpádova pečina, ki je to ime med prebivalstvom nemške in madžarske narodnosti obdržala vse do leta 1945. Sam steber so sicer že 31. decembra 1918 razstrelili češki legionarji, ostanke pa so kasneje prenesli na Madžarsko. Leta 1961 so bile ruševine razglašene za nacionalni spomenik in muzej na prostem.